# Sun Motoren-Gesellschaft E. Jeannin
Die Sun Motoren-Gesellschaft E. Jeannin & Cie. war ein deutscher Automobilhersteller, der zwischen 1906 und 1908 in Berlin-Charlottenburg existierte.

## Unternehmensgeschichte
Emile Jeannin hatte bereits 1902 die Internationale Automobil-Centrale Jeannin & Co. gegründet, die bis 1904 existierte, sowie 1904 die Argus Motoren-Gesellschaft Jeannin & Co., woraus die Argus Motoren Gesellschaft entstand. Dort hatte er Erfahrungen im Automobilbau gesammelt.
1906 verließ er Argus und gründete zusammen mit seinem Bruder Henri Jeannin das separate Unternehmen. Sie bezogen einen Teil des Werks von Argus in der Reinickendorfer Straße 64 a/Flottenstraße und stellten verschiedene Personenkraftwagen und Nutzfahrzeuge her. Es gab Aufträge für 200 Fahrgestelle für Omnibusse und weitere für Pkw aus Deutschland, England und Spanien.
1908 wurde das Unternehmen wegen Insolvenz aufgelöst.
Henri Jeannin gründete 1920 Sun Motorfahrzeuge Henri Jeannin.

## Fahrzeuge
Es gab vier verschiedene Pkw-Modelle: 18/22 PS, 28/32 PS, 40/50 PS und 66/75 PS. Die erste Zahl gibt jeweils die Steuer-PS nach damaliger Formel an und die zweite die tatsächliche Motorleistung in PS. Für die beiden letztgenannten sind Sechszylindermotoren belegt, daneben gab es Vierzylindermotoren. Die Fahrzeuge wiesen eine hohe Qualität auf und waren dementsprechend teuer. 1907 wurden auf der Berliner Automobil-Ausstellung drei Fahrzeuge präsentiert: ein Phaeton und ein Fahrgestell mit 30-PS-Motor sowie eine Limousine mit 40-PS-Motor. Der chinesische Kaiser bestellte einen Reisewagen bei Sun.
In Bezug auf die Nutzfahrzeuge sind Lastkraftwagen und Omnibusse überliefert. Sie hatten Vierzylindermotoren mit 18 PS bis 50 PS Leistung. Die höchste Nutzlast lag bei 6 Tonnen.